# Liste der Biografien/Greu
Liste der Biografien |
Portal Biografien |
Personensuche
# |
A |
B |
C |
D |
E |
F |
G |
H |
I |
J |
K |
L |
M |
N |
O |
P |
Q |
R |
S |
T |
U |
V |
W |
X |
Y |
Z |
?
 
Ga |
Gb |
Gc |
Gd |
Ge |
Gf |
Gh |
Gi |
Gj |
Gk |
Gl |
Gm |
Gn |
Go |
Gp |
Gq |
Gr |
Gs |
Gu |
Gv |
Gw |
Gy |
Gz
 
Gra |
Grb–Grd |
Gre |
Grg |
Gri |
Grj |
Grk |
Grl |
Grm |
Gro |
Grs |
Gru |
Gry |
Grz
 
Grea |
Greb |
Grec |
Gred |
Gree |
Gref |
Greg |
Greh |
Grei |
Grek |
Grel |
Grem |
Gren |
Grep |
Gres |
Gret |
Greu |
Grev |
Grew |
Grey |
Grez
Die Liste der Biografien führt alle Personen auf, die in der deutschsprachigen Wikipedia einen Artikel haben. Dieses ist eine Teilliste mit 51 Einträgen von Personen, deren Namen mit den Buchstaben „Greu“ beginnt.

## Greu

### Greub
- Greub, Werner H. (1925–1991), Schweizer Mathematiker
- Greub, Yan (* 1972), Schweizer Romanist
- Greub-Hirsch, Margot (1918–2003), Schweizer Politikerin (PdA)
- Greubel Poser, Jamie (* 1983), US-amerikanische Bobsportlerin
- Greubel, Steffen (* 1973), deutscher Manager im HandelssektorSteffen Greubel (* 1973)

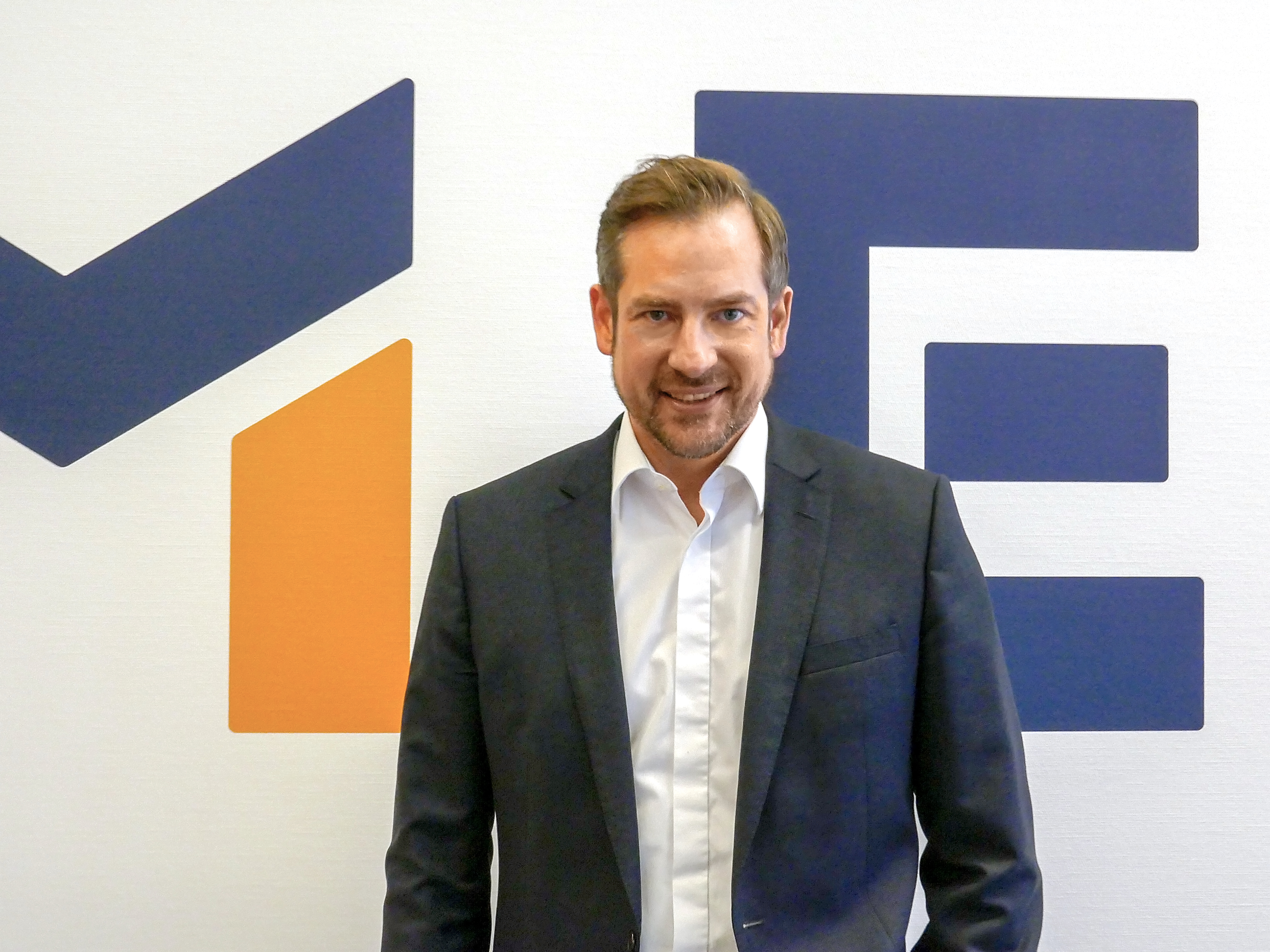
Steffen Greubel (* 1973)

### Greue
- Greuel, Gert-Martin (* 1944), deutscher Mathematiker
- Greuel, Horst (* 1936), deutscher Fußballspieler
- Greuel, Luise (* 1961), deutsche Rechtspsychologin
- Greuel, Marcelo (* 1963), brasilianischer Radrennfahrer
- Greuel, Ursina (* 1971), Schweizer Theaterregisseurin und -produzentin
- Greuèl, Willkit (1918–2018), deutscher Schauspieler und Regisseur

### Greuh
- Greuhm, Friedrich (1772–1823), deutscher Diplomat
- Greuhm, Ludwig Franz (1762–1824), deutscher Diplomat

### Greul
- Greul, André (* 1963), deutscher Koch
- Greul, Emil (1895–1993), deutscher Offizier, zuletzt Admiralstabsarzt sowie letzter Sanitätschef der Kriegsmarine
- Greul, Heinz (1926–2008), deutscher Autor und Komponist
- Greul, Simon (* 1981), deutscher Tennisspieler
- Greule, Albrecht (* 1942), deutscher germanistischer Linguist, Namenforscher und MediävistAlbrecht Greule (* 1942)

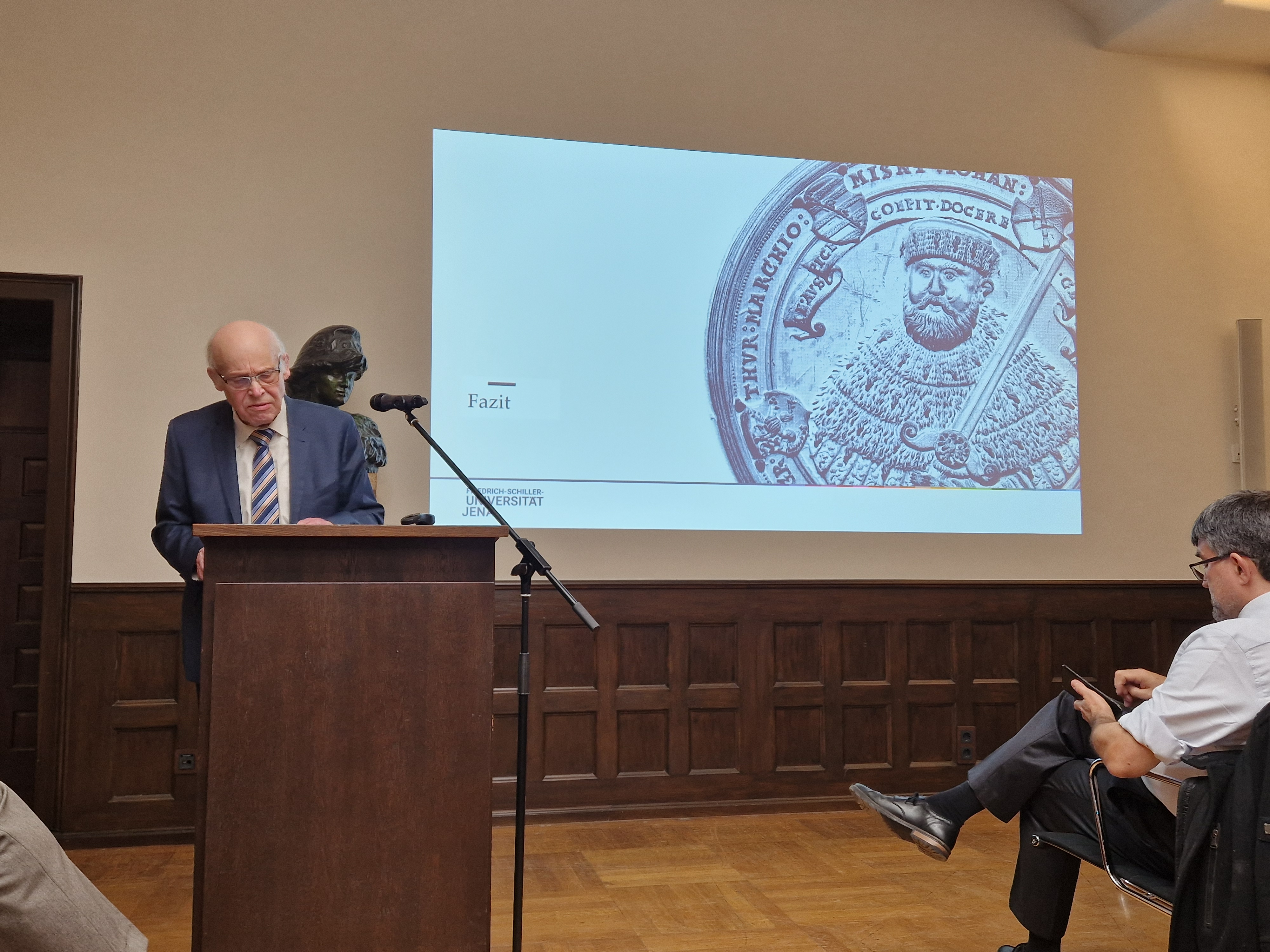
Albrecht Greule (* 1942)

- Greulich, Bernhard (1902–1995), deutscher Leichtathlet und Rasenkraftsportler
- Greulich, Emil Rudolf (1909–2005), deutscher Schriftsteller
- Greulich, Helmut (1923–1993), deutscher Gewerkschafter und Politiker (SPD), MdL
- Greulich, Helmut (* 1927), deutscher Journalist und Fernsehredakteur
- Greulich, Herman (1842–1925), Schweizer Politiker (SP)
- Greulich, Irene (1944–2017), deutsche Organistin und Kantorin
- Greulich, Jonas (* 1971), deutscher Comiczeichner, Herausgeber und Filmemacher
- Greulich, Karl Otto (1946–2024), deutscher Laserphysiker und Gerontologe
- Greulich, Katja (* 1985), deutsche Fußballspielerin und -trainerin
- Greulich, Klaus, deutscher Basketballspieler und -trainer
- Greulich, Peter (* 1957), deutscher Politiker (Bündnis 90/Die Grünen)
- Greulich, Walter (* 1952), deutscher Physiker, Lektor und Lexikograph
- Greuling, Matthias (* 1978), österreichischer Journalist, Regisseur und Filmkritiker
- Greull, German Carlos (* 1946), Schweizer Theaterschauspieler, -regisseur, Komponist und Musiker

### Greun
- Greune, Gerd (1949–2012), deutscher Friedensaktivist und Präsident des Institute for International Assistance and Solidarity (IFIAS)
- Greune, Karl Heinrich (1933–2023), deutscher Maler und Grafiker
- Greunen, Ockert van (1933–1987), südafrikanischer Moderner Fünfkämpfer
- Greuner, Fritz (1903–1990), deutscher LDPD-Funktionär, MdV
- Greuner, Georg (1897–1978), deutscher Jurist
- Greuner, Heinrich (1828–1906), deutscher Jurist und Politiker, MdL
- Greuner, Rudolf (1858–1926), deutscher Reichsgerichtsrat
- Greuner, Ruth (* 1931), deutsche Schriftstellerin, Herausgeberin, Verlagslektorin und Journalistin in der DDR
- Greunke, Rainer (* 1958), deutscher Basketballnationalspieler
- Greunke, Svenja (* 1989), deutsche Basketballspielerin
- Greunuss, Werner (* 1908), deutscher Lagerarzt im KZ Buchenwald

### Greus
- Greußing, Josef (1905–1971), österreichischer Politiker (SPÖ), Vorarlberger Landtagsabgeordneter
- Greussing, Kurt (* 1946), österreichischer Sozialwissenschaftler

### Greut
- Greuter, Bernhard (1745–1822), Schweizer Unternehmer, Sozialreformer und Politiker
- Greuter, Elias der Ältere († 1646), deutscher Maler der Barockzeit
- Greuter, Werner (* 1938), Schweizer Botaniker
- Greutert, Kevin (* 1965), US-amerikanischer Filmeditor und Filmregisseur
- Greuth, Christoph von († 1482), Abt im Kloster St. Blasien

### Greuz
- Greuze, Jean-Baptiste (1725–1805), französischer MalerJean-Baptiste Greuze (1725–1805)

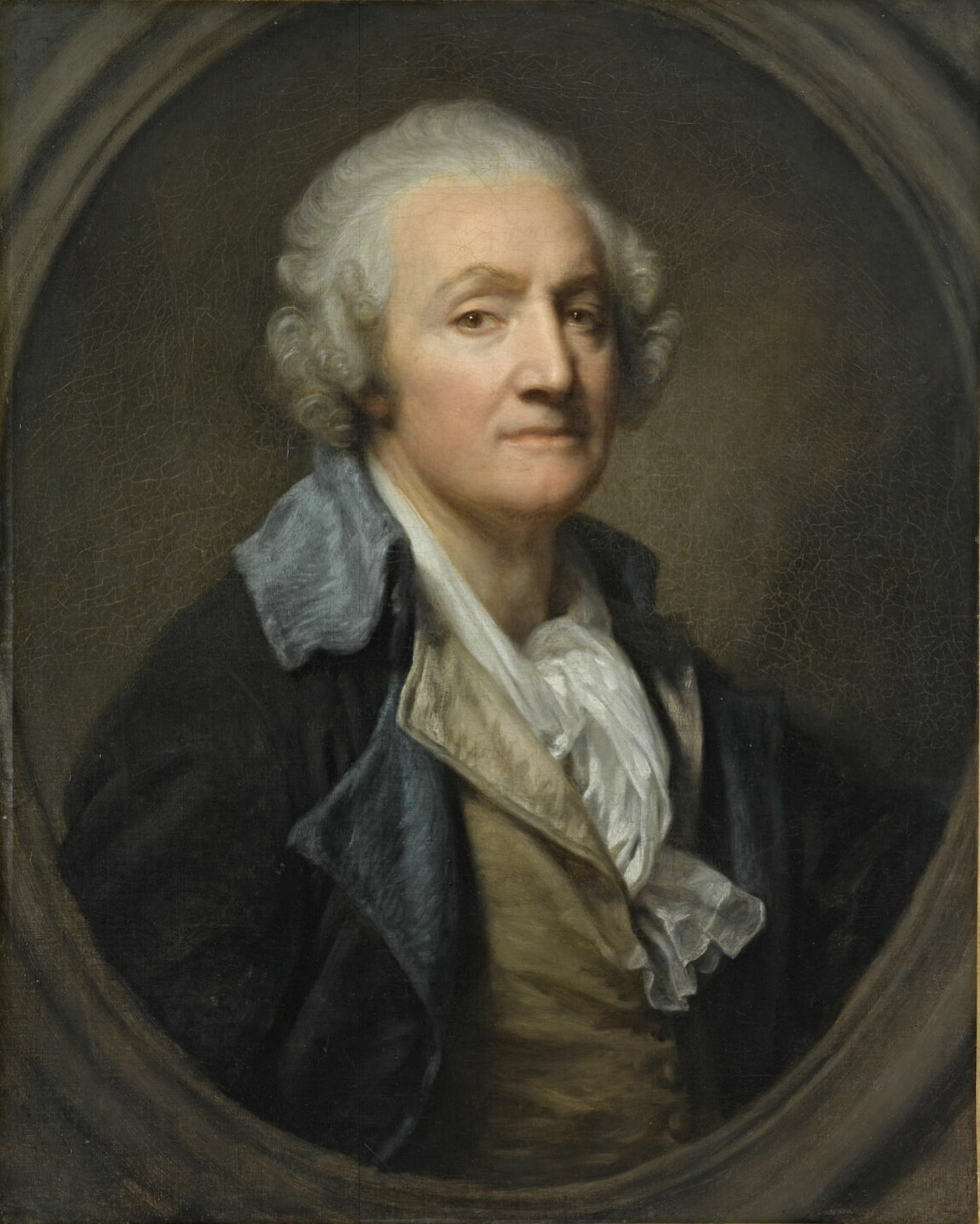
Jean-Baptiste Greuze (1725–1805)